# Arquebisbat de Santo Domingo
L'arquebisbat de Santo Domingo (llatí: Archidioecesis Sancti Dominici; Castellà: Arquidiócesis de Santo Domingo) és una seu metropolitana de l'Església Catòlica a Santo Domingo. És considerada com la primera seu episcopal d'Amèrica. El papa Pius VII li concedí el títol de Primat d'Amèrica o Primat d'Índies mitjançant la butlla Divinis praeceptis del 28 de novembre de 1816 i ratificat en el concordat entre la Santa Seu i la República Dominicana del 16 de juny de 1954. El 2014 tenia 3.457.347 batejats sobre 3.639.313 habitants. Actualment està regida per l'arquebisbe cardenal Nicolás de Jesús López Rodríguez.

## Territori
L'arxidiòcesi comprèn el Distrito Nacional, que correspon al centre de la ciutat de Santo Domingo, la província de Santo Domingo i la província de Monte Plata.
La seu arxiepiscopal és la ciutat de Santo Domingo, on es troba la Basílica Catedral Metropolitana Santa Maria de l'Encarnació Primada de Amèrica, que posseeix el títol, drets i privilegis de basílica menor, que li atorgà Benet XV al seu breu Inter Americae del 14 de juny de 1920.
El territori de la diòcesi s'estén sobre 4.033 km², està dividit en 214 parròquies, articulades en 12 zones pastorals.

## Història
El 15 de novembre de 1504 el Papa Juli II, mitjançant la butlla Illius fulciti praesidio erigí l'arxidiòcesi de Yaguate, amb dues sufragànies Bainoa i Amanguá, però la butlla no esdevingué executiva per l'oposició rei Ferran el Catòlic, a qui el Papa no li havia confirmat encara el patronat regi de Castella sobre les Índies.
El 8 d'agost de 1511 el mateix Papa, mitjançant la butlla, erigí les diòcesis de Santo Domingo, de la Concepción i de San Juan de Puerto Rico, totes elles sufragànies de l'arquebisbat de Sevilla. Aquestes tres diòcesis van ser les primeres erigides al continent americà. La seva jurisdicció ocupava gran part de la porció occidental de les Antilles i del Carib. El primer bisbe va ser fra García de Padilla.
El 1527 va suprimir-se la diòcesi de Concepción, quedant tota l'illa de La Hispaniola sota la jurisdicció del bisbe de Santo Domingo.
El 21 de juny de 1531 cedí part del seu territori per tal que s'erigís la diòcesi de Venezuela, amb seu a Coro, avui arquebisbat de Caracas.
El 12 de febrer de 1546 el Papa Pau III, mitjançant la butlla Super universas orbis ecclesiae l'elevà al rang d'arxidiòcesi metropolitana, assignant-li com a sufragànies els bisbats de Puerto Rico, de Venezuela, de Cuba (amb seu a Santiago de Cuba, fundada inicialment a Baracoa per a 1518; avui arquebisbat de Santiago de Cuba), d'Honduras (amb seu a Comayagua, fundada inicialment a Trujillo el 1531; avui arquebisbat de Tegucigalpa) i labadía territorial de Jamaica (suprimida en 1655).
El 24 de novembre de 1803 l'arxidiòcesi de Santo Domingo va ser suprimida com a resultat de l'aplicació del Tractat de Basilea de 1795 en el que Espanya lliurà la Capitania General de Santo Domingo a la Primera República Francesa.
El 16 de novembre de 1816 el Papa Pius VII, mitjançant la butlla, restaurà l'arxidiòcesi de Santo Domino i assignà oficialment a l'arquebisbe el títol de Primat de les Índies. L'arxidiòcesi comprenia en aquells moments tota l'illa de La Hispaniola, i de nou tenia com a sufragània la diòcesi de Puerto Rico.
El 3 d'octubre de 1861 l'arxidiòcesi cedí porcions del seu territori perquè s'erigissin les diòcesis haitianes, que formaren una nova província eclesiàstica amb la seu metropolitana de Port-au-Prince i les diòcesis sufragànies de Les Cayes, Les Gonaïves. Cap-Haïtien (avui arxidiòcesi) i de Port-de-Paix, mitjançant el concordat signat entre el Papa Pius IX i la República d'Haití.
El 25 de setembre de 1953 cedí parts del seu territori per tal que s'erigissin les diòcesis de bisbat de La Vega i de Santiago de los Caballeros i la prelatura territorial de San Juan de la Maguana (avui diòcesi). Totes les circumscripcions són sufragànies de Santo Domingo. L'1 d'abril de 1959 cedí una nova porció de territori perquè s'erigís la bisbat de Nuestra Señora de la Altagracia en Higüey;i el 8 de novembre de 1986 cedí part del territori perquè s'erigís el bisbat de Baní.
El 14 de febrer de 1994 la seu de Santiago de los Caballeros va ser elevada al rang d'arxidiòcesi metropolitana, atribuint-li com a sufragànies les diòcesis de La Vega, de San Francisco de Macorís i de Mao-Monte Christi, erecta el 1978.
El cardenal Octavio Antonio Beras Rojas va ser el primer dominicà a rebre el capel cardenalici i el primer cardenal arquebisbe de la diòcesi, el 24 de maig de 1976.
El 15 de març de 1997 cedí una nova porció de territori per tal que s'erigís la bisbat de San Pedro de Macorís.

## Seminaris
- Seminari Pontifici Santo Tomás de Aquino
- Seminari Missoner Arxidiocesà Redemptoris Mater
- Seminari Menor Jesús Buen Pastor
- Seminari Pre-Filosofat Fernando Arturo de Meriño

## Cronologia episcopal
- Francisco García de Padilla, O.F.M. † (13 d'agost de 1511 - 1515 mort)
- Alessandro Geraldini † (23 de novembre de 1516 - 8 de març de 1524 mort)
- Luis de Figueroa, O.S.H. † (1524 - 1526 mort)
- Sebastián Ramírez de Fuenleal † (23 de desembre de 1528 - 29 de juliol de 1538 nomenat bisbe de Tui)
- Alfonso de Fuenmayor † (27 d'octubre de 1538 - 1 de març de 1554 mort)
- Diego de Covarrubias y Leiva † (24 d'abril de 1556 - 26 de gener de 1560 nomenat arquebisbe, a títol personal, de Ciudad Rodrigo)
- Juan de Salcedo † (9 de gener de 1562 - 1562 mort)
- Juan de Arzólaras, O.S.H. † (15 de febrer de 1566 - 17 de setembre de 1568 nomenat arquebisbe, a títol personal, de les Illes Canàries)
- Francisco Andrés de Carvajal, O.F.M. † (10 de maig de 1570 - 7 d'abril de 1577 mort)
- Alfonso López de Ávila † (14 de març de 1580 - 29 de novembre de 1591 nomenat arquebisbe de Santafé a Nova Granada)
- Nicolás de Ramos y Santos, O.F.M. † (13 de juliol de 1592 - 1 de desembre de 1599 mort)
- Agustín Dávila Padilla, O.P. † (17 d'agost de 1599 - 26 de juny de 1604 mort)
- Domingo Valderrama y Centeno, O.P. † (25 de setembre de 1606 - 28 de maig de 1608 nomenat arquebisbe, a títol personal, de La Paz)
- Cristóbal Rodríguez y Suárez, O.P. † (2 de juny de 1608 - 7 d'octubre de 1612 nomenat arquebisbe, a títol personal, d'Arequipa)
- Diego de Contreras, O.S.A. † (18 de juny de 1612 - 1 de setembre de 1616 mort)
- Pedro de Solier y Vargas, O.S.A. † (16 de desembre de 1619 - 9 de juliol de 1620 mort)
- Pedro de Oviedo Falconi, O.Cist. † (22 de gener de 1621 - 10 de juliol de 1628 nomenat arquebisbe, a títol personal, de Quito)
- Fernando de Vera y Zuñiga, O.S.A. † (13 de novembre de 1628 - 16 de juliol de 1629 nomenat arquebisbe, a títol personal, de Cusco)
- Bernardino de Almansa Carrión † (17 de setembre de 1629 - 15 de desembre de 1631 nomenat arquebisbe de Santafé a Nova Granada)
- Facundo (Fernando) de la Torre, O.S.B. † (2 de gener de 1632 - 25 de setembre de 1640 mort)
- Diego de Guevara y Estrada † (13 de gener de 1642 - d'abril de 1642 mort)
- Maestro Valderas, O. de M. † (1647 - 1648 renuncià)
- Francisco Pio Guadalupe Téllez † (23 de novembre de 1648 - 5 de març de 1660 mort)
- Francisco de la Cueva Maldonado † (21 d'agost de 1662 - 15 d'octubre de 1667 mort)
- Juan de Escalante Turcios y Mendoza † (27 de febrer de 1673 - 20 de març de 1677 nomenat arquebisbe, a títol personal, de Yucatán)
- Domingo Fernández Navarrete, O.P. † (4 de maig de 1682 - 26 de febrer de 1686 mort)
- Fernando de Carvajal y Ribera, O. de M. † (3 de març de 1687 - 16 d'abril de 1700 mort)
- Francisco del Rincón, O.M. † (14 de desembre de 1705 - 26 de febrer de 1714 nomenat arquebisbe, a títol personal, de Caracas)
- Antonio Claudio Álvarez de Quiñones † (12 d'abril de 1717 - 29 de gener de 1725 nomenat arquebisbe de Santafé a Nova Granada)
- Francisco Mendigaño Armendáriz † (8 d'abril de 1726 - 30 d'octubre de 1728 mort)
- Juan de Galabis, O.Praem. † (28 de maig de 1729 - 3 de març de 1738 nomenat arquebisbe de  Santafé a Nova Granada)
- Domingo Pantaleón Álvarez de Abreu † (3 de març de 1738 - 20 de maig de 1743 nomenat bisbe de Tlaxcala)
- Ignacio Padilla Estrada, O.S.A. † (20 de maig de 1743 - 28 de maig de 1753 nomenat arquebisbe, a títol personal, de Yucatán)
- José Moreno Guriel, O.SS.T. † (21 de maig de 1753 - 27 de novembre de 1755 mort)
- Felipe Ruiz Ausmendi † (28 de març de 1757 - 8 de setembre de 1766 mort)
- Isidro Rodríguez Lorenzo, O.S.Bas. † (14 de desembre de 1767 - 12 de setembre de 1788 jubilat)
- Fernando del Portillo y Torres, O.P. † (15 de setembre de 1788 - 29 d'octubre de 1798 nomenat arquebisbe de Santafé a Nova Granada)
- Pedro Valera y Jiménez † (14 d'abril de 1814 - 19 de març de 1833 mort)
- Tomás de Portes e Infante † (20 de gener de 1848 - 8 d'abril de 1858 mort)
- Antonio Cerezano Camarena † (27 de gener de 1860 - 11 de juliol de 1860 mort)
- Bienvenudo Monzón y Martín † (7 d'abril de 1862 - 8 de juny de 1866 nomenat arquebisbe de Granada)
- Leopoldo Angelo Santanchè, O.F.M.Ref. † (8 de març de 1871 - 13 de novembre de 1874 nomenat vicari apostòlic de Costantinoble)
- Rocco Cocchia, O.F.M.Cap. † (13 de juliol de 1874 - 9 d'agost de 1883 nomenat arquebisbe d'Otranto)
- Fernando Antonio Arturo de Merino y Ramírez † (3 de juliol de 1885 - 20 d'agost de 1906 mort)
- Adolfo Alejandro Nouel y Bobadilla † (20 d'agost de 1906 - 11 d'octubre de 1935 renuncià)
- Ricardo Pittini Piussi, S.D.B. † (11 d'octubre de 1935 - 10 de desembre de 1961 mort)
- Octavio Antonio Beras Rojas † (10 de desembre de 1961 - 15 de novembre de 1981 jubilat)
- Nicolás de Jesús López Rodríguez, des del 15 de novembre de 1981

## Estadístiques
A finals del 2014, l'arxidiòcesi tenia 3.457.347 batejats sobre una població de 3.639.313 persones, equivalent al 95,0% del total.
| any  | població  | població  | població | sacerdots | sacerdots       | sacerdots       | sacerdots             | diàques | religiosos | religiosos | parroquies |
| ---- | --------- | --------- | -------- | --------- | --------------- | --------------- | --------------------- | ------- | ---------- | ---------- | ---------- |
| any  | batejats  | total     | %        | total     | clergat secular | clergat regular | batejats por sacerdot | diàques | homes      | dones      |            |
| 1950 | 2.165.000 | 2.185.000 | 99,1     | 158       | 41              | 117             | 13.702                |         | 94         | 331        | 65         |
| 1964 | 996.390   | 1.016.775 | 98,0     | 175       | 34              | 141             | 5.693                 |         | 232        | 611        | 42         |
| 1970 | 1.084.818 | 1.356.073 | 80,0     | 203       | 24              | 179             | 5.343                 |         | 258        | 721        | 65         |
| 1976 | 1.573.998 | 1.748.886 | 90,0     | 250       | 29              | 221             | 6.295                 |         | 321        | 797        | 82         |
| 1980 | 1.941.000 | 2.066.000 | 93,9     | 246       | 35              | 211             | 7.890                 | 5       | 328        | 797        | 83         |
| 1990 | 1.736.000 | 1.925.000 | 90,2     | 238       | 53              | 185             | 7.294                 | 16      | 586        | 647        | 109        |
| 1999 | 2.502.617 | 2.634.334 | 95,0     | 325       | 87              | 238             | 7.700                 | 19      | 430        | 808        | 141        |
| 2000 | 2.524.717 | 2.698.898 | 93,5     | 342       | 99              | 243             | 7.382                 | 21      | 394        | 802        | 137        |
| 2001 | 2.586.893 | 2.874.326 | 90,0     | 358       | 105             | 253             | 7.225                 | 22      | 425        | 838        | 152        |
| 2002 | 2.810.778 | 2.960.556 | 94,9     | 383       | 119             | 264             | 7.338                 | 23      | 483        | 869        | 161        |
| 2003 | 2.895.101 | 3.049.372 | 94,9     | 413       | 149             | 264             | 7.009                 | 44      | 392        | 888        | 171        |
| 2004 | 3.110.311 | 3.274.012 | 95,0     | 408       | 139             | 269             | 7.623                 | 68      | 372        | 894        | 186        |
| 2010 | 4.890.250 | 5.770.529 | 84,7     | 457       | 174             | 283             | 10.700                | 155     | 543        | 2.226      | 212        |
| 2014 | 3.457.347 | 3.639.313 | 95,0     | 478       | 190             | 288             | 7.232                 | 159     | 610        | 2.235      | 214        |